# روجيريو كوريا
روجيريو كوريا (بالبرتغالية: Rogério Corrêa de Oliveira‏) (3 يناير 1979 في غويانيا في البرازيل – )؛ هو لاعب كرة قدم كان يلعب كمدافع.

## وصلات خارجية
- روجيريو كوريا على موقع اتحاد أوكرانيا (الإنجليزية)
- روجيريو كوريا على موقع رابطة كرة القدم اليابانية للمحترفين (اليابانية)
- روجيريو كوريا على موقع قاعدة بيانات كرة القدم.إي يو (الإنجليزية)
- روجيريو كوريا على موقع Soccerway.com (الإنجليزية)
- روجيريو كوريا على موقع عالم كرة القدم.نت (الإنجليزية)